# Los Super Elegantes
Los Super Elegantes é um grupo musical formado na cidade de Los Angeles. Sua música já foi descrita como uma mistura de punk, rock, electropop, trip hop, pop e mariachi.

## História
Originalmente formado em 1995 por Milena Muzuiz (Tijuana, México, 4 novembro 1972) e Martiniano Lopez-Crozet (Buenos Aires, Argentina), o grupo também é composto por Mike Bolger, Ben Kishaba, Kenny Lyon e Dave La Chance, que alterna com Jason Pipkin. São conhecidos por misturarem uma música original com belas improvisações teatrais em suas performances ao vivo.
As músicas do grupo, em sua maioria, são cantadas em espanhol, porém a presença do inglês e do francês em suas letras é notável. No hit "¿Por Qué Te Vas?", por exemplo, há uma mistura da língua espanhola com a inglesa.
Em dezembro de 2006, a então nova música "Sixteen" foi classificada como single da semana na loja iTunes americana e foi oferecida gratuitamente para download.

## Discografia
- Channelizing Paradise (2002)
- TBA (2007)